# David DuPlessis
David Johannes du Plessis (7 de febrero de 1905 - 31 de enero de 1987) fue un pastor pentecostal nacido en Sudáfrica, y está considerado como uno de los fundadores del movimiento carismático.
Se convirtió al cristianismo evangélico a los 16 años, y recibió lo que los pentecostales llaman el Bautismo en el Espíritu Santo a la edad de 18 años, una experiencia espiritual acompañada del hablar en lenguas. Fue ordenado al ministerio cristiano en 1928 por la Misión de la Fé Apostólica de Sudáfrica, y, en 1949, se mudó a Estados Unidos  donde trabajó con las Asambleas de Dios Americana hasta que en 1962 su Licencia Ministerial, otorgada por las Asambleas de Dios, fue cancelada debido a su estrecha relación con el movimiento ecuménico, particularmente con el Consejo Mundial de Iglesias. 
Se convirtió en un partidario activo del ecumenismo, por su amistad con John McKay, entonces presidente del Princeton Seminary, New Jersey. McKay invitó a Du Plessis a dirigirse ante el Concilio Misionero Internacional en Willingen, Alemania Occidental, en 1952. Allí ganó el apodo "Señor Pentecostés". En la década de 1950 comenzó a compartir la experiencia pentecostal con cristianos de las denominaciones históricas, incluyendo el Catolicismo. 
Fue miembro del personal y “observador” pentecostal en el Consejo Mundial de las Iglesias en 1954 y 1961 respectivamente, y fue invitado a servir como representante pentecostal en el Concilio Vaticano Segundo.
Du Plessis tituló su autobiografía El Espíritu Me Ordenó que Fuera (The Spirit Bade Me Go), ya que en sus palabras, Dios le había ordenado que llevase el mensaje pentecostal a las denominaciones históricas. Narrando una reunión con 24 líderes ecuménicos en Connecticut, escribe Du Plessis:
"Podía recordar los días cuando había deseado poder haber puesto mis ojos sobre tales hombres para denunciar su teología y orar por el juicio de Dios sobre ellos por lo que consideraba sus herejías y falsas doctrinas.... Luego de algunas palabras introductorias, repentinamente sentí una cálida luz venir sobre mí. Sabía que esto era el Espíritu Santo tomando el control, ¿pero qué me estaba haciendo? En lugar del viejo y duro espíritu de crítica y condenación en mi corazón, ahora sentía tal amor y compasión por estos líderes eclesiásticos que preferiría haber muerto por ellos que dictar sentencia en contra suya".
Su libro "El Espíritu me ordenó que fuera", escrito originalmente en inglés, ha sido traducido al francés, español, italiano, etc.

## Obras
- The Spirit Bade Me Go (2005). ISBN 0-88270-915-1
- Man Called Mr Pentecost (1977). ISBN 0-88270-184-3
- Simple & Profound (1986). ISBN 0-941478-51-3